# Колодкино (городской округ Коломна)
Колодкино — деревня в городском округе Коломна Московской области. До 2017 года относилась к Проводниковскому сельскому поселению Коломенского района. Население — 22 чел. (2010).

## География
Деревня Колодкино расположена в 8 км к западу от черты города Коломны. В 3 км к северу от деревни проходит Малинское шоссе. Рядом с деревней расположен большой пруд. Ближайшие населённые пункты — посёлок Проводник и деревня Борисовское.

## Население
| 2002 | 2006 | 2010 |
| ---- | ---- | ---- |
| 25   | ↗39  | ↘22  |

## Улицы
В деревне Колодкино расположены следующие улицы:
- ул. Выселки
- ул. Клубная
- ул. Лазарева
- ул. Овражная
- ул. Полевая
- ул. Школьная
- ул. Озёрная